# IMovie
iMovie — бесплатная программа и видеоредактор от Apple. Выпущена в 1999 году. Ранее являлась частью пакета iLife. Предназначена для нелинейного монтажа видеоматериалов (фильмов, роликов, коротких сюжетов, семейного видео и др.) с помощью интуитивно понятных инструментов. Является предустановленной программой на всех новых Mac, iPhone и iPad.

## Версии
- iMovie (5 октября 1999) — первая версия была выпущена для Mac OS 8.
- iMovie 2 (2001)
- iMovie 3 (2003)
- iMovie 4 (2004)
- iMovie HD 5 (2005)[3]
- iMovie HD 6 (2006)
- iMovie '08 (2007)
- iMovie '09 (2009)
- iMovie '11 (2010)[4][5]
- iMovie 10.x (2013—н.в) — значительный редизайн программы[6].

## Версия для iOS
Версия для iOS была выпущена 23 июня 2010 года. В марте 2011, с выходом iPad 2 появилась версия для iPadOS. С версии 2.2 программа поддерживает 4k разрешение. Начиная с iMovie 3, для упрощения монтажа были добавлены готовые шаблоны.